# 美鰭亮麗鯛
美鰭亮麗鯛（学名：Lamprologus callipterus）為輻鰭魚綱鱸形目隆頭魚亞目慈鯛科的其中一種，分布於非洲坦干伊喀湖流域，為特有種，體長可達12.4公分，棲息在中底層水域，生活習性不明，可做為觀賞魚。